# Aeroporto di Abbeville
L'Aeroporto di Abbeville (IATA: XAB, ICAO: LFOI), è un aeroporto francese che serve la cittadina di Abbeville, sede dell'omonimo comune francese situato nel dipartimento della Somme della regione dell'Alta Francia, situato a 4 km NNE dal suo centro nel confinante comune di Buigny-Saint-Maclou.
La struttura, posta all'altitudine di 67 m / 220 ft sul livello del mare, è dotata di un terminal, una torre di controllo e di tre piste, la principale con fondo in asfalto lunga 1 250 m e larga 23 m (4 101 × 75 ft) con orientamento 02/20 più due secondarie con fondo in erba, RWY 02/20 e 13/31 rispettivamente 900 x 100 m e 570 x 80 m, destinate agli alianti ed ultraleggeri. Presente anche un eliporto.
L'aeroporto, gestito dalla Association d'Exploitation de l'Aérodrome d'Abbeville-Buigny, effettua attività secondo le regole del volo a vista (VFR) ed è aperto al traffico turistico.

## Storia
Benché inaugurato ufficialmente nel 1922 la storia dell'aerodromo si fa ricondurre quando si ritenne necessario realizzare un campo di atterraggio di emergenza di trentacinque ettari lungo il percorso della prima compagnia aerea commerciale tra Parigi e Londra, inaugurato nel 1919.
In seguito si realizzarono le struttura atte a gestire un traffico di aeromobili, dotato di una stazione radio ricetrasmittente, un telefono, una pompa di benzina, un sistema di illuminazione che delimitava la sua superficie in grado di guidare gli equipaggi in fase di atterraggio. Presente inoltre un'asttività commerciale dove era possibile trovare attrezzature e ricambi per effettuare interventi per la risoluzione di problemi meccanici nei velivoli.
Nel 1930 vennero realizzati i capannoni a cura del neofondato Aero Club della Somme i quali avviarono un'attività sportiva.